# Durchfeuchtungsgrad
Der Durchfeuchtungsgrad, auch mit DFGges abgekürzt, bezeichnet das Verhältnis von Feuchtigkeitsgehalt zur maximalen Wasseraufnahme bei Baustoffen. Der Durchfeuchtungsgrad wird indirekt bestimmt, indem Feuchtigkeitsgehalt und die maximale Wasseraufnahme, jeweils als Massenprozent, gemessen werden. Der Durchfeuchtungsgrad dient der Beurteilung feuchter Baustoffe, beispielsweise von Holz, Estrich oder Mauerwerk.